# Haunter (film)
Haunter is een Frans-Canadese (Engelstalige) bovennatuurlijke thriller/horrorfilm uit 2013 onder regie van Vincenzo Natali.

## Verhaal
Lisa Johnson wordt elke dag wakker met het volledige besef dat er 'iets' niet klopt. Elke dag is namelijk exact hetzelfde als de vorige.
- Haar broertje Robbie maakt haar altijd wakker met precies dezelfde uitnodiging;
- haar moeder Carol vraagt haar elke dag precies dezelfde was te doen, waaruit elke dag precies dezelfde kledingstukken ontbreken;
- haar vader Bruce breekt elke dag zijn hoofd over wat hij moet doen om hun auto te repareren;
- de hele familie eet elke dag precies dezelfde maaltijden;
- elke dag komt precies dezelfde aflevering van Murder, She Wrote op televisie; en
- haar moeder vraagt Lisa elke dag wat ze de volgende dag wil doen, op haar zestiende verjaardag, maar die breekt nooit aan. Elke volgende morgen is het weer één dag voor haar verjaardag.

Lisa heeft haar familieleden proberen te vertellen wat ze meemaakt, maar heeft dit opgegeven omdat die de volgende morgen toch weer van niets weten.
Wanneer Lisa een deurtje met een geheime ruimte erachter ontdekt achter de wasmachine, vindt ze verschillende spullen van andere meisjes, zoals een ring en een horloge. Vanaf dat moment veranderen er opeens wél kleine dingen in wat ze dagelijks meemaakt met haar familie. Zo steekt haar vader opeens een sigaret op na het eten, terwijl hij dat de volgende dag niet doet en zegt nooit gerookt te hebben. Een andere keer wordt hij woest wanneer Lisa tegen hem praat terwijl hij aan de auto sleutelt, wat totaal niet bij hun verstandhouding past.
Lisa gaat door met het onderzoeken van de ruimte, maar dan staat er op een dag een man (Stephen McHattie) aan de deur, die haar apart neemt. Hij waarschuwt haar dat ze moet stoppen haar neus in zijn huis in zijn zaken te stoppen. Lisa leeft namelijk in een dimensie waar hij almachtig is en waar ze terecht is gekomen nadat hij haar en haar familie vermoord heeft. Zowel hij als Lisa en haar familieleden zijn geesten. Zij is zijn enige slachtoffer dat is ontsnapt uit het niet weten dat ze elke dag precies dezelfde dag beleven, de laatste dag voor hun dood. De ring, het horloge en alle andere spullen die Lisa gevonden heeft in de verborgen ruimte, behoren toe aan eerdere slachtoffers.
De man laat Lisa zien dat hij ook hier haar familieleden van haar af kan nemen, zodat ze helemaal alleen overblijft. Ze ontdekt alleen ook dat hij de nieuwe bewoners van het huis ook alweer op het oog heeft om door te gaan met het stillen van zijn honger naar moord. Daarom gaat ze toch op zoek naar een manier om hem te stoppen door contact te zoeken met zowel de andere vermoorde meisjes als de nieuwe prooi van de moordende geest, die zijn daden pleegt in de lichamen van door hem bezeten vaders van de gezinnen op wie hij aast.

## Rolverdeling
- Abigail Breslin - Lisa Johnson
- Peter Outerbridge - Bruce Johnson
- Michelle Nolden - Carol Johnson
- Peter DaCunha - Robbie Johnson
- Stephen McHattie - Edgar Mullins
- Samantha Weinstein - Frances Nichols
- Eleanor Zichy - Olivia
- David Hewlett - David, Olivia's vader
- Sarah Manninen - Olivia's moeder
- Martine Campbell - Olivia's zusje
- David Knoll - Edgar Mullins (jonge versie)
- Michelle Coburn - Mary Brooks
- Tadhg McMahon - Edgars vader
- Marie Dame - Edgars moeder